# Tesalia
Tesalia (griego: Θεσσαλία, romanizado: Tesalia, [θesaˈli.a]; tesalio antiguo: Πετθαλία, Petthalía) es una región administrativa tradicional y geográfica de Grecia, que comprende la mayor parte de la antigua región del mismo nombre. Antes de la Edad Media griega, Tesalia era conocida como Eolia (griego antiguo: Αἰολία, Aiolía), y así aparece en la Odisea de Homero.  
Tesalia se convirtió en parte del estado griego moderno en 1881, después de cuatro siglos y medio de dominio otomano. Desde 1987 ha formado parte de una de las 13 regiones del país y además, desde la reforma Calícrates de 2011, se subdivide en 5 unidades regionales y 25 municipios. La capital de la región es Larisa, y sus límites son:  Macedonia al norte, Epiro al oeste, Etolia y Fócida, al sur, y el mar Egeo al este. La región de Tesalia también incluye las islas Espóradas.

## Geografía

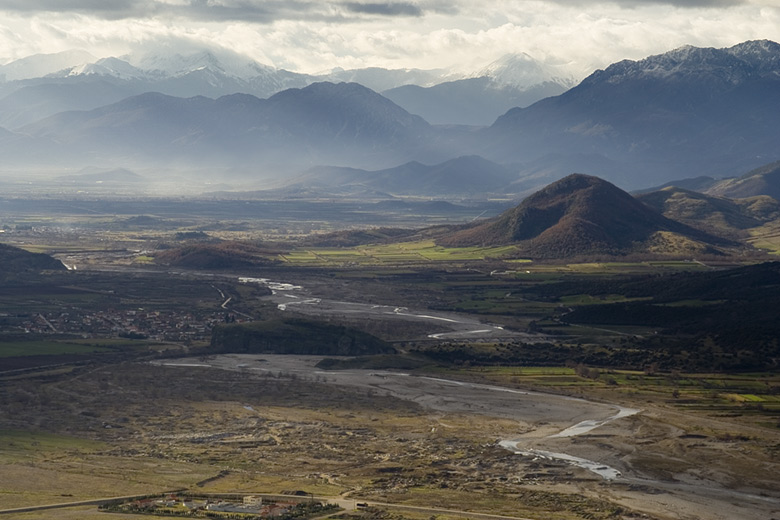
Panorámica de la llanura de Tesalia.

Está situada entre las Termópilas al sur, el Pindo (que la separa de Epiro) al oeste, y el mar al este. Una sierra al norte, que acaba en el Monte Olimpo, la separa de Macedonia. El río principal es el Peneo.
Además de la llanura de Tesalia hay otros dos distritos o regiones naturales, uno en la costa llamado Magnesia, desde el valle del Tempe al golfo de Pagasas entre el monte Osa y el Pelión de un lado y el mar de otro; el otro distrito, el de Málide, es un estrecho valle entre las montañas Otris y Eta hasta el río Esperqueo, que desagua en el golfo Maliaco.
La llanura está dividida en dos: la alta y la baja; la primera es la parte cercana al Pindo, y la baja es la costera que se extiende hasta el golfo Termaico; están separadas por una sierra que va desde los lagos Nesónide y Bebeide al río Enipeo. La baja Tesalia fue la antigua división de los pelasgos y va desde los montes Titaro y Osa al norte, hasta el monte Otris y el golfo Pagasético al sur; tiene como capital a la ciudad de Larisa. La alta Tesalia formaba antiguamente los distritos de Tesaliótide e Histiótide, con centro en Farsalo, y va de Eginio al norte a Taumacia al sur. En la llanura de Taumacia está el paso de Cela o Coela.
El río Peneo (el actual Salàmvría o Salàmbria) nace al noroeste de Tesalia y recoge muchos afluentes. En el valle de Meteora hay numerosos monasterios. Cerca de la antigua ciudad de Aginion o Satgos el valle se abre a la vasta llanura de la alta Tesalia. En Tríkala el río gira al este, donde recibe diversos afluentes, y pasa por un valle que forma la división entre las dos partes de Tesalia para salir en la llanura cerca del oeste de Lárisa, donde gira al norte hacia el valle del Tempe hasta el mar. 
Otros ríos de la región fueron el Apidano (Vrysia), Onocono (Onquestos), Enipeo (el actual Fersaliti) y Pamiso (Bliúri o Pliúri). Otros ríos secundarios son el Cuario (Sofadhítiko), afluente del Enipeo, y el Titaresio (Elassonítiko o Xerághi).
La llanura de Tesalia es muy fértil. Antiguamente producía moscatel y había rebaños; sus producciones actuales son algodón, tabaco, olivos, legumbres y cítricos. Los caballos de la región eran muy apreciados antiguamente.

## Regiones y tribus de Tesalia
Las principales regiones de la Antigua Tesalia, y las tribus que las habitaban, eran:
- Histiótide, habitada por los histiotes, al norte hasta el río Peneo. En este distrito vivían también los perrebos, una tribu de guerreros de supuesto origen dórico, en la zona de las montañas, que fue uno de los Estados de le anfictionía. Su territorio se llamaba frecuentemente Perrebia, pero nunca fue un distrito organizado. Si bien ocupaban inicialmente todo el distrito, fueron arrinconados en las montañas por los conquistadores tesalios. Una tribu de nombre atici es mencionada por Homero, y Estrabón la sitúa en la parte tesalia de las montañas del Pindo, en las fuentes del Peneo; son descritos como bárbaros que vivían del robo.
- Pelasgiótide, habitada por los pelasgiotas o pelasgios, al sur del Peneo, con capital en Larisa.
- Tesaliótide (o Tesalia propia), llanura central, habitada por los tesalios venidos del Epiro.
- Ftiótide, habitada por los aqueos ftiotas, miembros de la liga anfictiónica. Estrabón sitúa el distrito al sur de Tesalia, desde el golfo Maliaco a las montañas del Pindo con Farsalia al norte.
- Magnesia, habitada por los magnesios, entre las montañas Osa y Pelión al oeste, y el mar y la boca del Peneo al norte hasta el golfo de Pagasas al sur. Miembros de la liga anfictiónica. Supuestos fundadores de Magnesia del Sípilo y Magnesia del Meandro en Asia.
- Dolopia, habitada por los dólopes, al suroeste de Tesalia. Fueron miembros de la Liga anfictiónica y dependieron de Ftiótide, pero con un jefe autónomo. Fueron de facto independientes y no participaron en las luchas de Tesalia. El país fue disputado entre macedonios y etolios.
- Otea, habitada por los oteos u oitaios, distrito montañés en el valle alto del Esperqueo y al este de Dolopia. Fueron un grupo de tribus bárbaras dedicadas al robo, la principal de las cuales fueron los anianos (Homero y Heródoto los mencionan como enianos). Miembros de la Liga anfictiónica.
- Málide, habitada por los malieos, en el valle bajo del Esperqueo.

## Historia
Tradicionalmente el poder político estuvo en manos de la nobleza o de individuos que actuaban como déspotas. La riqueza de los nobles es mencionada por los antiguos historiadores.

### Antigüedad
El primer nombre de Tesalia fue Pyrrha, Amonia o Eolis. Los dos primeros son mitológicos y el último es debido a su poblamiento por los eolios pelásgicos que fueron expulsados por los tesalios, supuestamente emigrantes del Epiro (según Heródoto y Estrabón). Los beocios surgieron posiblemente de los eolios pelásgicos expulsados de Tesalia 60 años antes de la guerra de Troya. Los tesalios establecieron numerosos principados. La mitología atribuye su nombre a Tésalo, hijo de Heracles. La lengua tesalia fue de origen eólico, bien por asimilación, o bien porque eran eólicos también en origen.
Los tesalios propiamente eran la clase alta propietaria de las tierras; los descendientes de los habitantes originales que se quedaron fueron los periecos; y la clase sirviente fueron los penestas (similares a los ilotas), que eran descendientes de los primitivos habitantes reducidos a la condición de esclavos por los conquistadores tesalios.
Otros pueblos fueron los perrebos, que eran los habitantes del distrito montañoso entre el Olimpo y el Peneo; los magnetos habitaban en la costa; los aqueos vivían en el distrito de Ftiótide al sur de la llanura del norte; los dólopes ocupaban las montañas del Pindo, y los malieos se asentaban entre el Pindo y las Termópilas.
Tesalia fue en la mitología la sede de Helén, el fundador de la raza de los helenos.
Tesalia estaba dividida antiguamente en cuatro tetrarquías: Tesaliótide, Pelasgiótide, Histieótide y Ftiótide, división supuestamente introducida por la mítica familia de los Aleuadas (fundada por Aleuas). El conjunto de los distritos de Tesalia tenía un jefe magistrado (llamado Tagos) que solo tenía funciones en tiempo de guerra y que no siempre era obedecido por las diferentes ciudades de Tesalia. El Tagos de Feras, Jasón, hijo de Licofrón, intentó ejercer un poder unificado y reunió un poderoso ejército de 6000 caballeros y 10 000 infantes (hoplitas), pero Tesalia nunca se unificó, y las ciudades, incluidas las pequeñas, se autogobernaban. 
Algunas ciudades fueron puestas bajo dependencia de otra al menos temporalmente, y las más importantes fueron Larisa, Farsalo y Feras.
Los tesalios quisieron dominar la Fócida y la Lócrida. Los focidios construyeron una muralla en las Termópilas, que ya estaba fuera de servicio en la época de la invasión de Jerjes II. Los tesalios se opusieron, en general, a los persas si bien la familia de los Aleuadas fue partidaria del rey persa, pero parece que entonces se hallaban en el exilio. Las ciudades tesalias se aliaron con el resto de los griegos y pidieron proteger el paso de Tempe, adonde se envió un ejército de 2000 soldados, pero al darse cuenta de que allí había otro paso, los griegos se retiraron a las Termópilas donde el paso era único, y así las ciudades tesalias abandonaron la alianza griega y se sometieron a Jerjes, y los Aleuadas volvieron y recuperaron su influencia. Después de eliminar la resistencia de Leónidas I en las Termópilas, los tesalios ayudaron a los persas contra las ciudades de la Fócida, sus enemigas tradicionales, y contribuyeron a la ocupación del país.

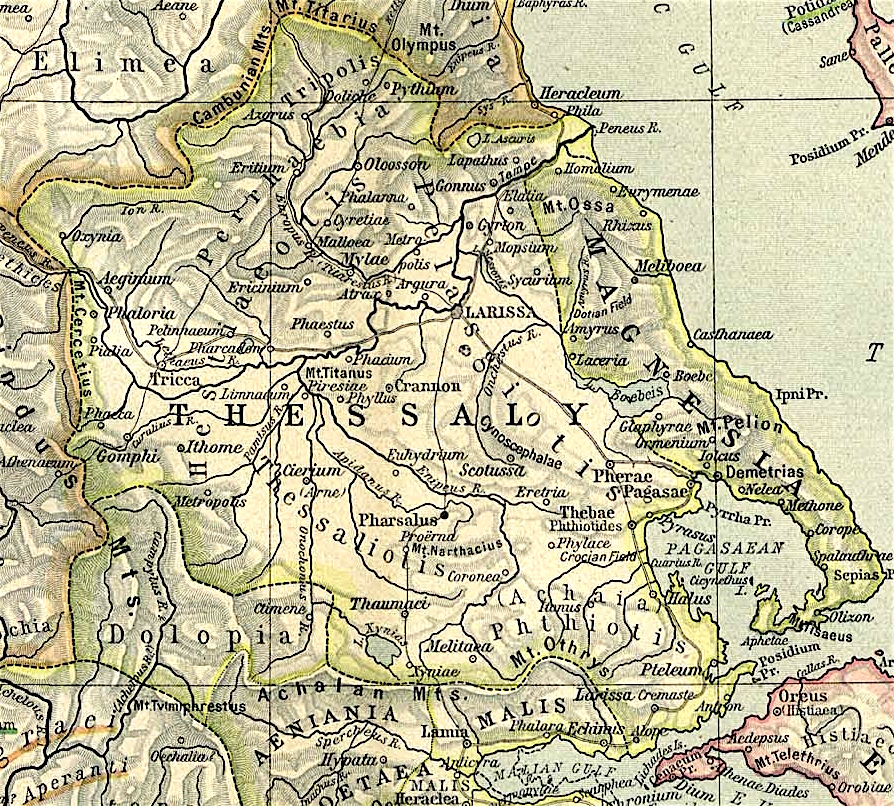
Mapa de la antigua Tesalia.

Tesalia desapareció prácticamente después de la historia, hasta el 456 a. C., después de la batalla de Enofita que dio a Atenas la hegemonía en Beocia, Lócrida y Fócida. El general Mirónides avanzó hacia Tesalia el 454 a. C. en ayuda del depuesto príncipe de Farsalia, Orestes, que había huido exiliado a Atenas, y al que los atenienses (Tucídides) llamaban hijo del rey de Tesalia. Mirónides fue rechazado por la caballería tesalia cerca de Farsalia y se hubo de retirar.
Los tesalios no tomaron parte en la guerra del Peloponeso, pero la mayoría de la población de las ciudades simpatizaba con Atenas, mientras que los gobiernos oligárquicos eran favorables a Esparta. Con ayuda de Esparta, Brásidas avanzó por Tesalia en 424 a. C. en dirección a las posesiones atenienses de Macedonia, pero en 423 a. C. los tesalios prohibieron el paso a los refuerzos espartanos enviados a Brásidas.

#### ElsigloIVa.C.
Hacia el fin de la guerra del Peloponeso, las importantes familias de los Aleuadas de Larisa, de los Escópadas de Cranón y de los Creondas de Farsalia, que se repartían el poder en Tesalia, fueron sobrepasadas por el incremento de poder de la ciudad de Feras bajo Licofrón que aspiró a la hegemonía regional. Licofrón derrocó al gobierno oligárquico de Feras y se proclamó tirano. Después atacó Larisa y otras ciudades que se le oponían (404 a. C.) y obtuvo una notable victoria. En 395 a. C. Licofrón estaba en plena campaña contra Larisa, gobernada por Medios, probablemente un miembro de los Aleuadas. Licofrón obtuvo la ayuda de Esparta y Medios pidió ayuda a Atenas. Medios ocupó Farsalo, que había estado ya ocupada por una guarnición espartana, y vendió a sus habitantes como esclavos. En 395 a. C. Medios se alió a los beocios contra Esparta. El rey espartano Agesilao II marchó hacia Asia el año siguiente y, cuando fue llamado por el gobierno de Esparta, pasó por Tesalia y la caballería de las ciudades dominadas por Medios le quiso cerrar el paso, pero fue derrotada por Agesilao con hábiles maniobras. La derrota de Medios le costó cara, pues perdió el soporte de las ciudades y ya no fue rival para Feras en la lucha por la hegemonía. Farsalo recuperó su libertad, fue reconstruida y se convirtió en la segunda ciudad después de Feres. El poder supremo en Farsalia recayó en el tirano Polidamante, que tenía el apoyo de todas las tendencias (y ejerció a satisfacción de todos).
Después de Licofrón, gobernó la ciudad de Feras el tirano Jasón, hombre de gran energía y habilidad, probablemente su hijo. Jasón quería extender su hegemonía a toda Grecia y hasta el Imperio aqueménida. Se hizo elegir tagos de Tesalia (374 a. C.) y reunió un poderoso ejército de 6000 caballeros y 10 000 hoplitas. Sometió a todas las ciudades tesalias a su autoridad, incluso Farsalo, que si bien podía haber sido conquistada por la fuerza, Jasón la sometió por la negociación, ofreciendo a Polidamante el segundo lugar en la dirección política de Tesalia. Polidamante, después de tantear la posible ayuda de Esparta, que no podía llegar, accedió e incluyó a Farsalo dentro de la hegemonía de Jasón. Eso incrementó sus fuerzas en 8000 caballeros y 20.000 infantes. También formó alianzas con Alcetas I del Epiro y con Amintas II de Macedonia. Desde el 371 a. C. fue aliado de Tebas que invitó a Jasón a atacar el campo de los lacedemonios, pero el tirano tesalio optó por aconsejar una tregua que permitió a los espartanos la retirada.
En 370 a. C. Jasón anunció que iría a Delfos al frente de un cuerpo de fuerzas tesalias, para presidir el festival Pitio, lo que causó alarma en Grecia, pero antes de salir fue asesinado por siete jóvenes durante una audiencia pública. Los asesinos fueron considerados héroes en muchos lugares de Grecia. 
Sucedieron a Jasón sus hermanos Polifrón y Polidoro, con los que Tesalia perdió su influencia. Polifrón fue asesinado, pero Polidoro - que quedó como único tagos - ejerció su autoridad con mucha energía y crueldad. Polidamante de Farsalo fue ejecutado, y otros posibles rivales y jefes (especialmente de Larisa) fueron exiliados o asesinados.
Por último Polidoro fue asesinado por Alejandro de Feras, probablemente su hermano o su nieto. Alejandro fue extremadamente cruel. Los Aleuadas y otras familias nobles fueron perseguidos, y el joven rey de Macedonia, Alejandro, sucesor de Amintas, él mismo amenazado, invadió Tesalia, derrotó a Alejandro y ocupó Larisa y Cranón, donde estableció guarniciones.
Pero poco después se hubo de retirar por necesidades internas. Alejandro recuperó el poder, pero algunas ciudades tesalias pidieron ayudó a Tebas y en el 369 a. C. el tebano Pelópidas invadió Tesalia, y ocupó Larisa y otras ciudades (con el beneplácito de Alejandro de Macedonia). Al año siguiente (368 a. C.) Pelópidas fue atacado en Larisa por Alejandro, que había pedido ayuda a Atenas, hasta que se estableció una tregua. Pelópidas fue entonces a Macedonia (367 a. C.) donde el joven rey Alejandro había sido asesinado por su hermanastro Ptolomeo de Aloros y substituido por su hermano Pérdicas III bajo regencia del asesino. Pérdicas y su hermano pequeño Filipo fueron confiados, respectivamente, a la custodia del ateniense Ifícrates y de Pelópidas. Así, este último y el regente Ptolomeo se convirtieron en aliados y la influencia de Tebas se extendió a Tesalia.
En 366 a. C. los tebanos obtuvieron de Persia el reconocimiento de su hegemonía en Grecia, y el mismo año Pelópidas y su lugarteniente Ismenio fueron, con muy pocos soldados, a Tesalia para obligar a Alejandro de Feres y a las ciudades que le eran fieles a reconocer esta hegemonía. Alejandro de Feras les atacó cerca de Farsalo y los hizo prisioneros, siendo llevados a Feras. Los tebanos no lo pudieron rescatar de momento, ya que un ejército enviado a Tesalia solo se salvó de la derrota por el genio de Epaminondas que asumió el mando a petición de los soldados. Después de eso, todas las ciudades tesalias se sometieron a Alejandro de Feras y la influencia tebana desapareció.
Una segunda expedición dirigida por Epaminondas en 365 a. C. consiguió la victoria y obtuvo la libertad de los prisioneros, si bien no pudo restaurar la hegemonía tebana sobre Tesalia. Pero la opresión de Alejandro fue demasiado grande y algunas ciudades pidieron a Tebas que interviniera, y en 364 a. C. Pelópidas fue enviado de nuevo al país con un ejército tebano. Pelópidas murió en el primer combate. Los tebanos mandaron un ejército más poderoso que derrotó a Alejandro, el cual hubo de reconocer la hegemonía tebana sobre Tesalia, dejando solo a Alejandro el dominio de Feras.
Tras la muerte de Epaminondas en Mantinea (362 a. C.), la hegemonía de Tebas se hundió y Alejandro recuperó gran parte de su antiguo poder sobre Tesalia. Fue asesinado en 359 a. C., pero su mujer, Tebe, y sus hermanos, uno de los cuales, Tisífono, le sucedió. Tebe ejerció el poder en la sombra. No duró demasiado tiempo y le sucedió su hermano Licofrón II. Mientras, los Aleuadas de Larisa formaron alianza con Filipo II de Macedonia, el cual ante la amenaza que para Larisa suponía Licofrón II, invadió Tesalia el 353 a. C. Licofrón pidió ayuda al focidio Onormaco y pudo rechazar al macedonio, pero al año siguiente Filipo volvió y obtuvo una gran victoria sobre Onormaco y Licofrón II, en una batalla en la que el primero murió. Filipo asedió Feras y Licofrón II se rindió, y se le permitió retirarse a Fócida con sus soldados. Filipo instauró en Feras un gobierno popular y dio una independencia nominal a las ciudades tesalias, pero bajo su hegemonía. También dejó una guarnición en Magnesia y en el puerto de Pagasas. Un intento de revuelta el año 344 a. C. en favor de la familia de los antiguos tiranos de Feras permitió a Filipo establecer una guarnición en Feras y colocar al frente de cada una de las cuatro tetrarquías a un miembro de la familia Aleuada, completamente entregada a sus intereses. Así Tesalia le quedó totalmente sometida.

#### Época helenística
A la muerte de Filipo, los tesalios dieron apoyo a su hijo Alejandro Magno. Cuando este murió, querían la independencia, pero la victoria de Antípatro les mantuvo bajo dominio macedonio, reino al que Tesalia permanecerá unida hasta la derrota del rey Filipo V de Macedonia después de la batalla de Cinoscéfalas en 197 a. C. Entonces el Senado romano la declaró territorio libre, pero virtualmente bajo soberanía romana. El gobierno de las ciudades quedó en manos de las familias más poderosas, que formaron un tipo de senado que se reunía en Larisa.
Cuando Macedonia se convirtió en provincia romana, Tesalia fue incorporada, y Augusto la unió a la provincia de Acaya, y no se constituyó en provincia separada hasta el reino de Alejandro Severo 300, con su capital en Larisa; el gobierno provincial fue encomendado a un procurador. Permaneció como provincia separada en la división provincial de Constantino el Grande, pero bajo un praeses.

### Edad Media
Fue parte del Imperio bizantino y sufrió numerosas invasiones. En 977 fue ocupada por los búlgaros, que permanecieron allí hasta el 1014. En 1204 fue asignada a Bonifacio de Montferrato y en 1225 pasó a Teodoro Comneno Ducas, déspota de Epiro. Del 1271 al 1318 fue un Despotado independiente que se extendía a Acarnania y Etolia, gobernado por Juan I Ducas. En 1309 se establecieron allí los almogávares, que en 1310, después de levantar el asedio de Tesalónica, se retiraron como mercenarios a sueldo del sebastocrátor Juan II, y se apoderaron del país organizado en una democracia. De allí salieron hacia el ducado de Atenas llamados por el duque Gualter I. En 1318, con la extinción de la dinastía de los Ángel, los almogávares ocuparon Siderocastro y el sur de Tesalia (1319) y constituyeron el ducado de Neopatria.
La Tesalia medieval estuvo gobernada por el Imperio bizantino en 1204 y 1205; formaba parte del Reino de Tesalónica, nacido tras la conquista de Constantinopla durante la Cuarta Cruzada. La zona, solapada en parte con lo que se conoce como Gran Valaquia (griego: Μεγάλη Βλαχία,Megale Blakhia), fue conquistada por Teodoro Comneno Ducas del Despotado de Epiro en 1215. La región se mantuvo unida a los dominios de Teodoro y sus sucesores en el trono de Tesalónica hasta 1239, cuando el gobernante de Tesalónica Manuel Comneno Ducas fue depuesto y el reino conquistado por su sobrino Juan Comneno Ducas, quien afianzo su estatus como una territorio aparte de las posesiones familiares. Tras su muerte en c. 1241, pasó a manos del gobernante de Epiro, Miguel II Comneno Ducas, sobre cuya muerte hacia 1268, acarreó en Tesalia el nacimiento de una rama ilegítima de la familia. La extinción de esta rama en 1318 fue seguida por una época de independencia local, en condiciones cada vez más caóticas. En la década de 1330 un nuevo intento de ejercer un control epirota dio lugar a una invasión bizantina, que consiguió la región occidental, y luego el resto de Tesalia, bajo el control imperial de 1335 o 1336. La reconquista bizantina no duró mucho, y en 1348, la nobleza local se vio obligada a reconocer la autoridad de un emperador expansionista serbio, el zar Stefan Uroš IV Dušan. Las muertes de Dušan y su gobernador llevó a nuevos disturbios, pero en 1359 Tesalia se convirtió en el centro de las explotaciones de Dušan, hermanastro de Simeón Uroš Paleólogo, quien reinó con estilo propio a serbios y griegos desde Trikala. Este período de relativa prosperidad continuó después de la línea de los gobernantes de Serbia, que terminó hacia 1373, y los nuevos gobernantes de Tesalia, los Philanthropenoi Angeloi, reconocieron la soberanía bizantina hasta 1394, cuando la región fue conquistada por el Imperio otomano.

### Los gobernantes de Tesalia
- Teodoro Comneno Ducas (1215-1230), arconte; desde 1227 emperador
- Manuel Comneno Ducas (1230-1237 y 1239-1241), déspota
- Juan Comneno Ducas (1237-1239), déspota
- Miguel II Comneno Ducas (1241-c 1268), déspota
- Juan I Ducas (c. 1268-1289), sebastocrátor
- Constantino Ducas (1289-1303), sebastocrátor
- Juan II Ducas (1303-1318), sebastocrátor
- Esteban Gabrielópulo (1318-1332), arconte
- Juan Orsini (1332-1335), déspota

(Dominio bizantino desde 1335 hasta 1348)
* Miguel Monómaco (1335-1342), gobernador
- Miguel Gabrielópulo (1342), usurpador

* Juan Ángelo (1342-1348), gobernador
(Dominio de Serbia desde 1348 hasta 1356)
* Gregorio Preljub (1348-1356), César
- Nicéforo Orsini (1356-1359), déspota
- Simeón Uroš Paleólogo (1359-c. 1370), emperador de los serbios y los griegos
- Juan Uroš Doukas Paleólogo (c. 1370-c. 1373), emperador de los serbios y los griegos

(Soberanía bizantina c. 1373-1394)
* Alejo Ángelo Filantropeno (c. 1373-c. 1390), César
* Manuel Ángelo Filantropeno (c. 1390 hasta 1394), César
(Dominio otomano desde 1394)
Más tarde fue ocupada por los serbios hasta 1393, siendo dominada después por los otomanos. En 1821 participó en la guerra de la independencia griega, pero no fue reconocida como parte de Grecia hasta 1881.